# FC Erzgebirge Aue
FC Erzgebirge Aue, tidigare BSG Wismut Aue, tysk fotbollsklubb från Aue
Under 1950-talet hette den SC Wismut Karl-Marx-Stadt.